# Klaus Egge

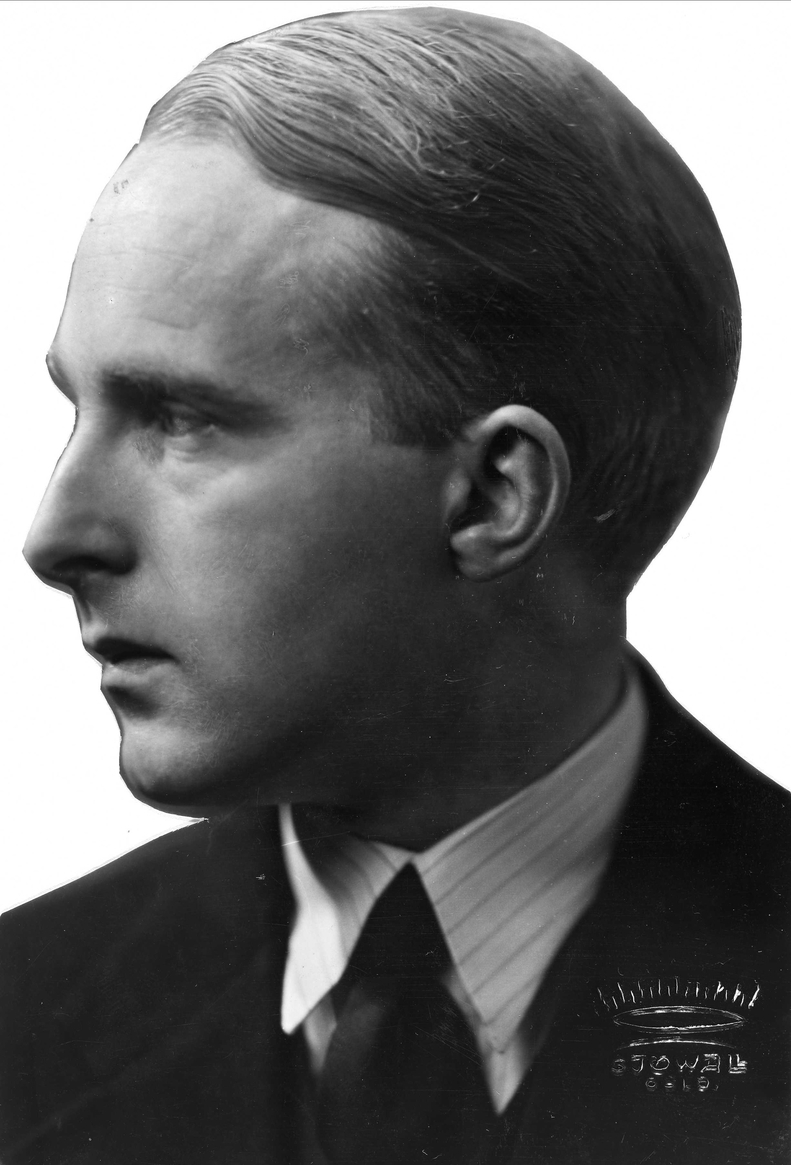
Klaus Egge omstreeks 1935

Klaus Egge (Gransherad, 19 juli 1906 – Oslo, 7 maart 1979) was een Noors componist.

## Levensloop
Egge groeide op in de provincie Telemarken als zoon van een onderwijzer. Hij kreeg zijn muzikale opleiding bij Arild Sandvold (orgel) en Gustav Fr. Lange (muziektheorie) aan het conservatorium in Oslo, waar hij in 1929 afstudeerde als organist. Compositietechniek studeerde hij bij Fartein Valen. Hij studeerde vervolgens van 1937 tot 1939 bij Walter Gmeindel in Berlijn aan de Hochschule für Musik.
Van 1935 tot 1938 was hij muziekcriticus van het blad Tonekunst en sedert 1945 bij het dagblad Arbeiderbladet.
Naast zijn werk als componist en muziekpublicist had Egge ook tal van bestuursfuncties binnen allerlei instanties in de Noorse muziekwereld. Hij was voorzitter van de Norsk Komponistforening (van 1945 tot 1972), de Staatsmuziekraad en het Nationale Muziekcomité. Vanaf 1949 genoot hij een staatsstaatsstipendium. In 1953 werd Egge benoemd tot lid van de Zweedse Kungliga Musikaliska Akademie. In 1972 kreeg hij voor zijn werk de ereprijs van de Noorse cultuurraad. In 1977 werd hij onderscheiden als Commandeur in de Orde van Sint-Olaf en later ook met de Orde van de Valk.

## Werk
Gedurende zijn muzikale leven doorliep hij drie stijlperioden. Tijdens de eerste, tot 1938, componeerde hij in een vrije stijl, die wel binnen de tonaliteit bleef en gebaseerd was op de Noorse volksmuziek. Daaraan voegde Egge tetrachorden toe. In de tweede periode bouwde hij dit uit op een meer klassieke wijze met gebruikmaking van contrapunt. De aard van de volksmuziek kwam weer bovendrijven in zijn derde periode na 1948, maar hij gebruikte daarbij steeds meer contrapunt en paste ook het twaalftoonsstelsel toe, voor het eerst in 1967 bij de 4e symfonie.
Zijn meest uitgevoerde werken zijn de vijf symfonieën, de drie pianoconcerten, het vioolconcert, de ouverture Tårn over Oslo (De toren boven Oslo) en het celloconcert.

## Oeuvre
| Opus    | Jaar voltooiing | Volledige titel                                                                      | Genre                        |
| ------- | --------------- | ------------------------------------------------------------------------------------ | ---------------------------- |
| opus 1  | 1927            | Twee stukken voor piano                                                              | kamermuziek                  |
| opus 2  | 1931            | Groenland                                                                            | liederen (3)                 |
| opus 3  | 1932            | Sonate voor viool en piano nr. 1                                                     | kamermuziek                  |
| opus 4  | 1933            | Pianosonate nr. 1                                                                    | kamermuziek                  |
| opus 5  | 1933; rev.1963  | Strijkkwartet nr. 1                                                                  | kamermuziek                  |
| opus 6  |                 | onbekend                                                                             |                              |
| opus 7  |                 | onbekend                                                                             |                              |
| opus 8  |                 | onbekend                                                                             |                              |
| opus 9  | 1937; rev.1974  | Pianoconcert nr. 1                                                                   | concert                      |
| opus 10 |                 | onbekend                                                                             |                              |
| opus 11 | 1940            | Sveinung Vreim                                                                       | tekst Hans Henrik Holm       |
| opus 12 | 1939            | Drie stukken, waaronder de Hallingfantasie                                           | kamermuziek                  |
| opus 13 | 1939            | Blaaskwintet nr. 1                                                                   | kamermuziek                  |
| opus 14 | 1940            | Trio voor viool, cello, piano                                                        | kamermuziek                  |
| opus 15 | 1941            | Fjell-Norig                                                                          | Hooglied voor sopraan/orkest |
| opus 16 | 1941-1942       | Noreg-songen                                                                         | liederen uitgegeven in 1952  |
| opus 17 | 1941-1942       | Symfonie nr. 1 Lagnadstonar                                                          | orkest                       |
| opus 18 | 1944            | Draumar i Stjernesnø                                                                 | tekst H.H. Holm              |
| opus 19 | 1942            | Elskhugskvede                                                                        | tekst Tore Ørjasæter         |
| opus 20 |                 | onbekend                                                                             |                              |
| opus 21 | 1944            | Pianoconcert nr. 2 Symfonische variaties en fuga op basis van een Noors volksmelodie | concert                      |
| opus 22 | 1947            | Symfonie nr. 2 Sinfonia giocosa                                                      | orkest                       |
| opus 23 | 1950            | Duo concertante voor viool en altviool                                               | kamermuziek                  |
| opus 24 |                 | onbekend                                                                             |                              |
| opus 25 | 1950            | Ballet Fanitullen                                                                    |                              |
| opus 26 | 1953            | Vioolconcert                                                                         | concert                      |
| opus 27 | 1959            | Pianosonate nr. 2 Pathétique                                                         | kamermuziek                  |
| opus 28 | 1958            | Symfonie nr. 3 Louisville Symphony                                                   | orkest                       |
| opus 29 | 1966            | Celloconcert                                                                         | concert                      |
| opus 30 | 1967            | Symfonie nr. 4 Sinfonia seriale sopra BACH-EGGE                                      | orkest                       |
| opus 31 | 1969            | Symfonie nr. 5 Sinfonia dolce quasi passagaclia                                      | orkest                       |
| opus 32 | 1973            | Pianoconcert nr. 3                                                                   | concert                      |
| opus 33 | 1974            | Sonate voor harp                                                                     | kamermuziek                  |
| opus 34 | 1976            | Blaaskwintet nr. 2                                                                   | kamermuziek                  |
|         |                 | Vele liederen                                                                        |                              |